# ミッチェル・ドッカー
ミッチェル・ドッカー（英語: Mitchell Docker、1986年10月2日 - ）は、オーストラリア、メルボルン出身の自転車競技（ロードレース）選手。